# Payrolling
Bij payrolling geeft een bedrijf de verantwoordelijkheid voor zijn werkgeverschap uit handen en komt het personeel in dienst van een payrollonderneming.

## Payrollconstructie
Via een payrollconstructie besteedt de inlener juridische en administratieve aangelegenheden zoals de salarisadministratie en salarisbetalingen, afdracht van sociale premies, contractbeheer en bijvoorbeeld pensioenen uit aan een payrollonderneming. Personeel dat volgens een payrollconstructie betaald wordt, valt onder een andere collectieve arbeidsovereenkomst (cao) dan de geldende cao in de betreffende bedrijfstak. Veelal wordt er voor payrollkrachten een Uitzend-CAO gehanteerd. Door wetswijzigingen zijn payrollbedrijven echter verplicht een aantal elementen uit de cao van de bedrijfstak toe te passen op payrollcontracten: de zogenaamde inlenersbeloning.
Payrollconstructies zijn weleens misbruikt om werknemersbescherming te omzeilen. Deze toepassing stond echter onder druk door uitspraken van de kantonrechter Rotterdam op 21 december 2012 en de kantonrechter Almelo op 21 maart 2013. 
Sinds 1 juli 2016 is in Nederland de Wet werk en zekerheid (Wwz) van kracht om flexwerkers vergelijkbare rechten te geven tov vaste medewerkers. Dit betekent dat zij vanaf 1 juli recht hebben op transitievergoeding en minder tijdelijke contracten mogelijk zijn.
Het Rijk maakt geen gebruik meer van payrolling. Gemeenten hebben in 2023 in de CAO afgesproken om dit per 2028 niet meer toe te staan.

## Wet arbeidsmarkt in balans
Met de inwerkingtreding van de WAB zijn er een aantal zaken grondig gewijzigd op dit terrein. Onder meer: 

#### Payrollwerkgever
Payrollwerkgevers moeten zorgen dat payrollwerknemers vanaf 1 januari 2020 dezelfde arbeidsvoorwaarden krijgen als medewerkers die werken bij het bedrijf waar de payrollwerknemer werkt.

#### Payrollwerknemer
Vanaf 1 januari 2020 krijgen payrollmedewerkers minimaal dezelfde arbeidsvoorwaarden als medewerkers die werken bij het bedrijf waar zij gedetacheerd zijn. Werkgevers die medewerkers via een uitzend- of payrollbedrijf inhuren, moeten dat bedrijf informeren over welke arbeidsvoorwaarden voor de eigen medewerkers worden gehanteerd.

## Geen uitzendbureau
Het verschil tussen een  payrollfirma en een uitzendbureau is dat in geval van payrolling het inlenende bedrijf de werknemer zelf werft en dat de terbeschikkingstelling door het payrollbedrijf veelal voor onbepaalde tijd is.
Kleinere uitzendbureaus maken zelf ook wel gebruik van payrolling door hun geplaatste werknemers bij een payrollonderneming onder te brengen. Dit heet ook wel back office service.
Payrolling is een groeiend fenomeen in Nederland, vooral in de horecasector. Er is een aantal grote aanbieders actief, maar door de groter wordende vraag zijn ook steeds meer kleinere aanbieders op de payroll-markt actief.  

## Freelancers
Naast personeel en uitzendbureaus is payrolling ook geschikt voor freelancers, die geen verklaring arbeidsrelatie (VAR) hebben. De payrollondernemingen nemen de freelancers in dienst en verzorgen de facturatie aan de opdrachtgever en de salarisadministratie. De freelancer behoudt zo de vrijheden van het ondernemen maar heeft tevens de zekerheden van loondienst met de daarbij behorende sociale regelingen.

## Uitzend-cao
In 2011 hebben de vakbonden FNV, CNV en De Unie payrolling via VPO CAO in de ban gedaan. Gezamenlijk hebben zij de CAO VPO opgezegd. Volgens de vakbonden werd de constructie voornamelijk gebruikt door werkgevers om contracten te bieden die slechter zijn dan de geldende cao's. 
Sinds 1 januari 2012 is op de arbeidsovereenkomsten tussen payrollondernemingen en  payrollkrachten de Collectieve arbeidsovereenkomst voor Uitzendkrachten van toepassing geworden.
Enkele grotere payrollbedrijven hebben een eigen CAO en kregen een ontheffing.